# ابلسباخ
ابلسباخ (به آلمانی: بلسباخ) یک شهر در آلمان است که در Haßberge واقع شده‌است.

## خواهرخوانده
شهر یون‌اشتات خواهرخواندهٔ ابلسباخ هست.